# アンドロメダ座ガンマ星
アンドロメダ座γ星は、アンドロメダ座の恒星で2等星。

## 概要
地球からはα星β星とほぼ同じ明るさに見える。肉眼では分離することができないが、天体望遠鏡を使えば、美しい二重星として見ることができる。2等星の主星γ1星から10.0秒離れたところに5等星のγ2星が輝いている。ウィリアム・ヘンリー・スミスはこの二重星を「オレンジとエメラルドグリーン」と評している。γ2星は5等星と6等星の連星で、平均距離33au、近点距離13au、遠点距離52auの長楕円軌道を63.7年の周期で公転しているとされる。さらにこの5等星も2.7日周期で周回する分光連星で、γ2星全体として三重連星となっている。

## 名称
学名はγ Andromedae（略称はγ And）。固有名アルマク（Almach）の語源は、本来、アラビア語でヤマネコの一種である「カラカル」を意味する「アナーク・アル＝アルド」（ عَناق الأرض ‘Anāq al-Arḍ）と呼ばれていたものが縮んだ、「アル＝アナーク」（ العناق al-‘Anāq）に由来するものと考えられている。ルネサンス時代にラテン語へ翻訳された際に、alamac と転写された。アラビア語で「靴、編み上げブーツ」を意味する「アル＝マーク」（al-māq：意味として厳密にはal-mūqが正しい）から転写されたものだが、これはラテン語に翻訳された際に、恒星をアンドロメダの靴に見立てて、誤って「アル＝アナーク」よりも位置的に（アンドロメダ座の左足に当たるため）「靴」を意味する「アル＝マーク」のほうが適切だろうと解釈された結果と考えられる。このため、ラテン語文献以降、Almaak や Alamak から後には Almach へ変化したと思われる。
2016年7月20日に国際天文学連合の恒星の命名に関するワーキンググループ (Working Group on Star Names, WGSN) は、Almach をアンドロメダ座γ1星の固有名として正式に承認した。
10世紀の天文学者アブドゥッラフマーン・アッ＝スーフィーの『星座の書』によると、一部のアラブの言い伝えでは上記の「カラカル」（アナーク・アル＝アルド）以外に、「グールの頭」（Ra's al-ghūl）とも呼ばれていたと述べている。